# Hákonarmál
Die Hákonarmál ist eine skaldische Totenklage und Preislied des Eyvindr skáldaspillir Finnsson auf den norwegischen König Hákon góði Aðalsteinsfóstri („Hákon der Gute“), Sohn des Harald Schönhaar, der bei der Schlacht von Fitjar im Jahr 961 gefallen ist. Eyvindr kopiert das Muster der anonymen Eiríksmál und stellt Hákon als Freund der alten heidnischen Götter dar und dessen Aufnahme in Walhall.
Die Hákonarmál bildet zusammen mit der  Eiriksmál und Haraldskvæði eine Gruppe, die als Exponenten des frühen eddischen Preislieds gelten und eine Zwischenposition darstellen zwischen der eddischen anonymen Dichtung und der skaldischen Dichtung mit identifizierbaren Autoren.